# Projecció de Winkel-Tripel

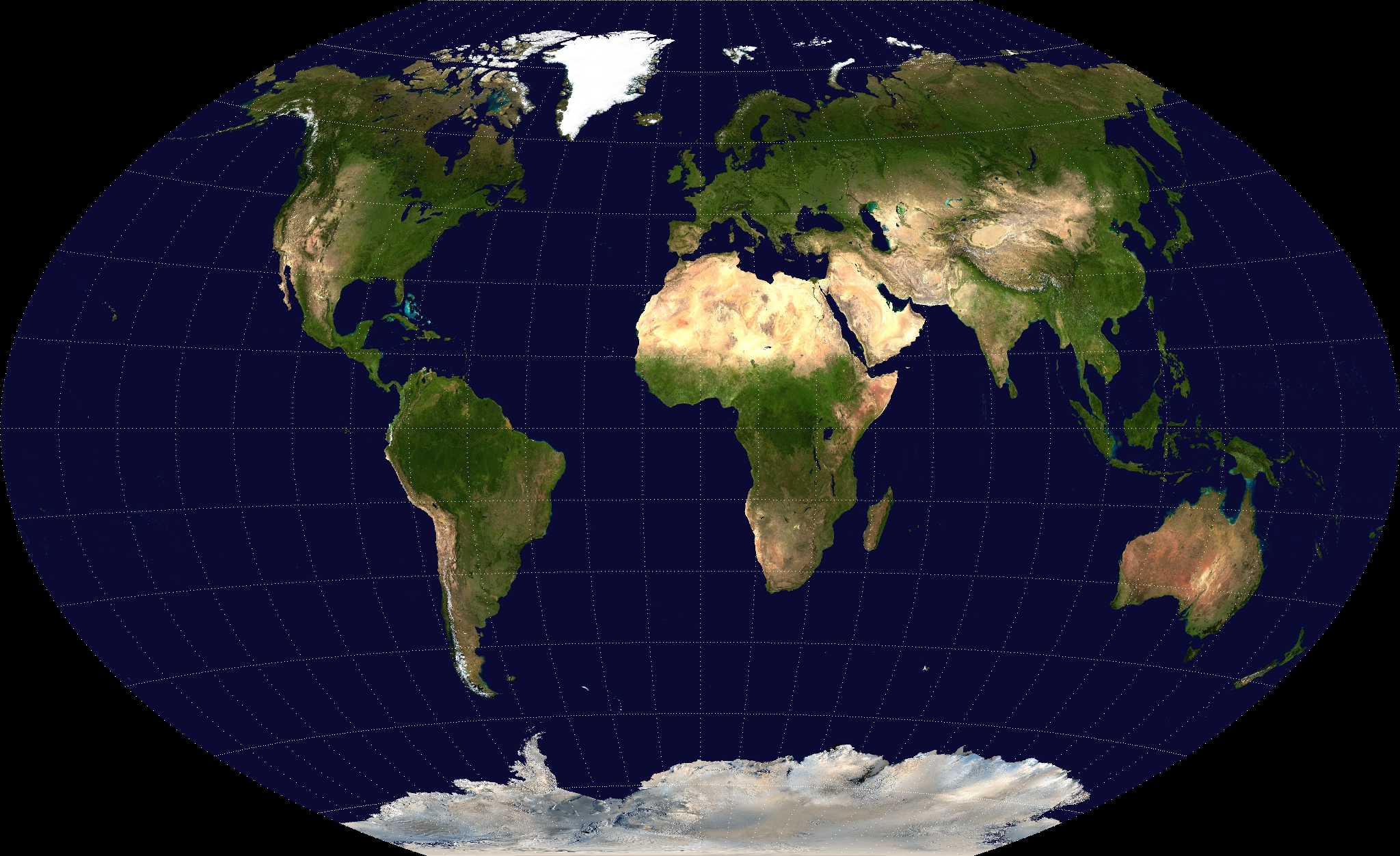
Mapamundi en projecció de Winkel-Tripel

La projecció de Winkel-Tripel  ( Winkel III ) és una projecció cartogràfica azimutal modificada, una de tres projeccions proposades per Oswald Winkel a 1921. La projecció és la mitjana aritmètica entre la projecció cilíndrica equidistant i la projecció de Aitoff:
{\displaystyle x={\frac {\lambda \cos(\phi _{1})+{\frac {2\cos(\phi )\sin \left({\frac {\lambda }{2}}\right)}{\mathrm {sinc} (\alpha )}}}{2}}}
{\displaystyle i={\frac {\phi +{\frac {\sin(\phi )}{\mathrm {sinc} (\alpha )}}}{2}}}
on {\displaystyle \lambda } és la longitud des del meridià central de la projecció, {\displaystyle \phi } és la latitud, {\displaystyle \phi _{1}} és el paral·lel estàndard per a la projecció equirectangular, i
{\displaystyle \alpha =\arccos \left(\cos(\phi )\cos \left({\frac {\lambda }{2}}\right)\right)\,}
{\displaystyle \mathrm {sinc} (\alpha )} és la funció sinc desnormalitzats amb la discontinuïtat remoguda. En la seva proposta, Winkel va posar:
{\displaystyle \phi _{1}=\arccos \left({\frac {2}{\pi }}\right)\,}

La projecció de Winkel-Tripel amb la Indicatriu de Tissot de deformació

No sorprèn que no existeixi una fórmula cartogràfica inversa establerta, i processar la inversa numèricament sigui una mica complicat.
Goldberg & Gott indiquen que podria dir que la Winkel-Tripel és la millor projecció coneguda per representar el món sencer, produint molt petits errors de distància, petits errors de combinacions d'el·líptica i àrea, i menor asimetria estadística que qualsevol altre mapa.
El 1998, projecció de Winkel-Tripel va reemplaçar a la projecció de Robinson com a projecció estàndard per als mapamundis fets per la National Geographic Society. Moltes institucions educatives i publicacions van seguir l'exemple de la National Geographic d'adoptar la projecció.